# Wind Ridge
Wind Ridge est une census-designated place située dans le comté de Greene, dans le Commonwealth de Pennsylvanie, aux États-Unis. Sa population, qui s’élevait à 215 habitants lors du recensement de 2010, est estimée à 195 habitants au 1er juillet 2020.

## Géographie
Wind Ridge se trouve à 8 km de la frontière avec la Virginie-Occidentale.